# Neue Frankfurter Schule

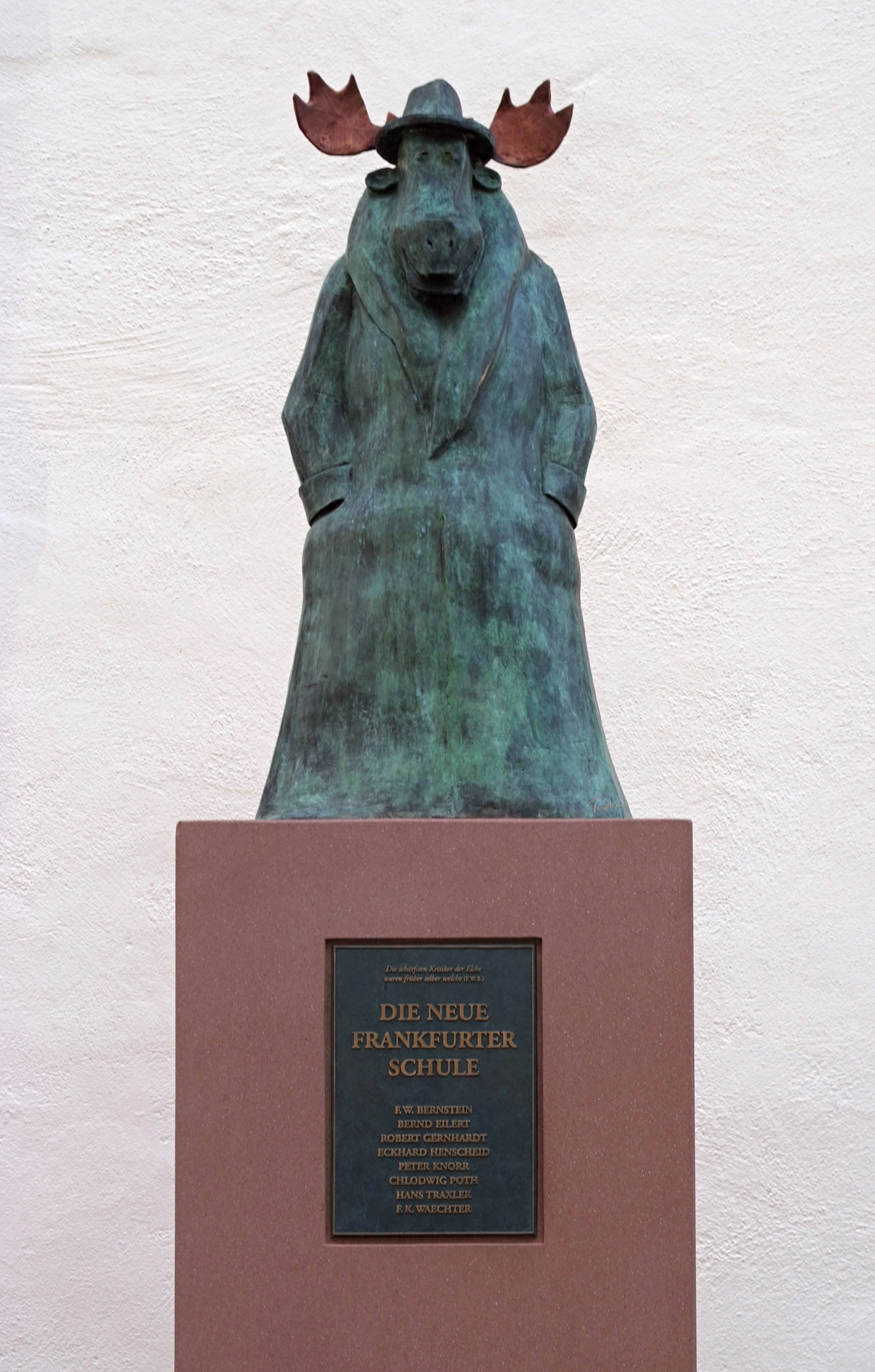
De scherpste critici van de elanden waren het vroeger zelf

De Neue Frankfurter Schule (NFS) is een groep Duitse schrijvers en tekenaars die ontstond uit de redactie van het satirisch magazine pardon. Na interne conflicten leefde het tijdschrift verder onder de naam Titanic. De naam is afgeleid van de Frankfurter Schule, een Duitse sociologische en filosofische stroming in de hedendaagse filosofie die ontstond in de eerste helft van de 20e eeuw. 

## Leden
Tot de stichtende leden behoren: 
- F. W. Bernstein (1938–2018)
- Bernd Eilert (* 1949)
- Robert Gernhardt (1937–2006)
- Eckhard Henscheid (* 1941)
- Peter Knorr (* 1939)
- Chlodwig Poth (1930–2004)
- Hans Traxler (* 1929)
- F. K. Waechter (1937–2005)

Tot de leden van een tweede generatie worden schrijvers en tekenaars uit kringen van Titanic gerekend, onder wie Max Goldt, Gerhard Henschel, Simon Borowiak, Thomas Gsella, Ernst Kahl, het duo Rattelschneck en, na die Wende, Michael Rudolf.
- Gemeinsame Normdatei: 4700786-2